# Roznov
Roznov là một thị xã thuộc hạt Neamț, România. Dân số thời điểm năm 2002 là 8793 người.